# Juliette Graves Adams
Juliette Graves Adams (auch Mrs Crosby Adams, geboren als Juliette (Netty) A. Graves; * 25. März 1858 in Niagara Falls, New York, Vereinigte Staaten; † 9. November 1951 in Montreat,  Buncombe County,  North Carolina, Vereinigte Staaten) war eine US-amerikanische Pianistin und Musikpädagogin.

## Leben
Juliette Graves erhielt im Alter von sieben Jahren in Niagara Falls ersten Klavierunterricht. Später nahm sie in Rochester Klavierunterricht bei Cecelia Cary. Mit 21 begann sie an der Ingham University in Le Roy, dem ersten College für Frauen im Bundesstaat New York zu unterrichten. Diese Tätigkeit übte sie von 1879 bis 1883 aus. Sie selbst erhielt weiterhin Unterricht, jetzt von Claude Crittenden, einem Schüler von Friedrich Kiel, Theodor Kullak und Franz Liszt. Im September 1883 heiratete sie Crosby Adams. Von da lebte sie mit ihrem Ehemann in Buffalo und unterhielt dort eine private Klavierschule. Später zogen sie nach Kansas City. Hier arbeitete sie neben ihrer Tätigkeit als Klavierlehrerin auch als Organistin in einer der großen Kirchen.
In Chicago studierte sie Musiktheorie bei Adolf Weidig.

## Werke (Auswahl)

### Musikalische Kompositionen
- 5 Tone Sketches for Beginners of the Piano Op. 1, publiziert bei Clayton F. Summy in Chicago, 1894 OCLC 20501913I Singing and Swinging (G-Dur) II In the Rocking Chair (B♭-Dur) III Dance of the Marionettes (F-Dur) IV Lullaby (G-Dur) V What the bells say (C-dur)
- Barcarolle C-Dur (A Pedal Study) für Klavier op. 2, publiziert bei Clayton F. Summy in Chicago, 1897 OCLC 497045980
- Shepherd's Song, Pastorale für Klavier op. 3 Nr. 1, publiziert bei Clayton F. Summy in Chicago, 1897 OCLC 497046276
- Trumpet-Flowers op. 3 Nr. 2, publiziert bei Clayton F. Summy in Chicago, 1897 OCLC 497046302
- Four little Wrist Studies op. 6, publiziert bei Clayton F. Summy in Chicago, 1898 OCLC 497046086 I Moderately fast II Gracefully III Both Melodies Clearly Defined IV Cello solo
- Left Hand Studies op. 7, publiziert bei Clayton F. Summy in Chicago, 1900 OCLC 71213640
- The Fairy Ring op. 8 Nr. 1, publiziert bei Clayton F. Summy in Chicago, 1901 OCLC 497046042
- Children’s Anthem op. 8 Nr. 2, publiziert bei Clayton F. Summy in Chicago, 1901 OCLC 497046042
- Pussy Willow March op. 8 Nr. 3, publiziert bei Clayton F. Summy in Chicago, 1901 OCLC 497046236
- The very first lessons at the piano op. 9, publiziert bei Clayton F. Summy in Chicago OCLC 21512434
- Our Shepherd, a sacred song op. 10, Text: Edith Hope Kinney, publiziert bei Clayton F. Summy in Chicago OCLC 497046236, arrangiert für Orgel, publiziert bei Clayton F. Summy in Chicago, 1922 OCLC 497046165
- Christmas-Time Songs and Carols op. 11, for children, young people and adults for use in the home, the school, the Sunday school and the church [für Kinder, junge Leute und Erwachsene zum Gebrauch zu Hause, in der Sonntags schule und in der Kirche] für Gesang und Klavier, zwei- bis dreistimmigen Chor mit hohen Stimmen oder Klavier solo, Text: Edith Hope Kinney, publiziert bei Clayton F. Summy in Chicago, 1905 OCLC 12597621 IX Circling the Christmas Tree OCLC 497046030
- Four duets for two Beginners [Vier Duette für zwei Anfänger] op. 13, publiziert bei Arthur P. Schmidt in Boston, 1906 OCLC 25120538I Boatman's tune II The nodding grass-star III Old folk-melody IV A voyage
- Four Lullabies for Voice and Piano Op. 16, publiziert bei Clayton F. Summy in Chicago, 1906 OCLC 497046111 I Love's Lullaby II Indian Lullaby, Text: Edith Hope Kinney III Hush-a-bye Song IV Slumber Song, Text: A. H. Woodruffe
- Finger solfeggio op. 18, publiziert bei Clayton F. Summy in Chicago, 1906 OCLC 20501681
- Bourrée antique op. 19, publiziert bei Clayton F. Summy in Chicago, 1908 OCLC 497045997
- Three Piano Duets in unfamiliar Keys for courageous beginners Op. 20, publiziert bei Arthur P. Schmidt in Boston, 1907 OCLC 497046178 I a Song without words (H-Dur) b Song without words (C♭-Dur) II a Peter Pan Black Key Study (F#-Dur) b Peter Pan Black Key Study (C♭-Dur) III a Valse Arabesque (D♭-Dur) b Valse Arabesque (C#-Dur)
- Three Artistic Piano Sketches for Young Players op. 21, publiziert bei Arthur P. Schmidt in Boston, 1908 OCLC 497045919 Miniature Waltz II Doll's Reverie III A Little Requiem
- Four Love Songs op. 22, Texte: Edith Hope Kinney, publiziert bei Clayton F. Summy in Chicago, 1909 OCLC 497046101 I Spring II Summer III Autumn IV Winter
- Dolls Miniature Suite op. 23, publiziert bei Clayton F. Summy in Chicago, 1910 OCLC 497046101
- Preliminary Studies for the Piano to familiarize the Student with the Staffs, Clefs and Keyboard. Op. 24, publiziert bei Clayton F. Summy in Chicago 1912 OCLC 497046187Elfland Horns op. 24 Nr. 2, publiziert bei Clayton F. Summy in Chicago, 1910 OCLC 497569803
- A five-way sketch op. 25, drei Arrangements für Klavier solo, Duo oder Duett, Trio oder Quartett, publiziert bei Clayton F. Summy in Chicago, 1915 OCLC 497569823
- The Angelus op. 26, publiziert bei Clayton F. Summy in Chicago, 1915 OCLC 1099887240
- At parting. Song op. 27 Text: B.F. Gordon, publiziert bei Clayton F. Summy in Chicago, 1915 OCLC 497045948
- Thirty Improvisations in all the major and minor keys, for piano [Dreißig Improvisationen in allen Dur- und Moll-Tonarten für Klavier] Op. 28, publiziert bei Clayton F. Summy in Chicago, 1915 OCLC 497046072
- The birth of Christ, told in song [Christi Geburt in Liedern erzählt], Texte: Edith Hope Kinney und Letha L McClure, publiziert bei Clayton F. Summy in Chicago, 1909 OCLC 50594396
- Home Study Book for Beginners in Music, publiziert bei Clayton F. Summy in Chicago, 1910, Band I OCLC 1061635861 Band II OCLC 497046037
- Graded studies gathered from many sources für Klavier zu zwei Händen in sieben Bänden, publiziert bei Clayton F. Summy in Chicago, zwischen 1911 und 1914 OCLC 34129417
- The Music Students' Spelling Book, etc., publiziert bei Clayton F. Summy in Chicago, 1918, OCLC 497046129
- Worship songs for the Sunday School and home, with suitable piano numbers for various uses, Vol. I for Primaries Vol. II for Beginners, die erste Abteilung enthält Lieder, die zweite Klavierstücke, publiziert bei Clayton F. Summy in Chicago, 1924 OCLC 68623245